# Bolsonaro (sobrenome)
Bolsonaro é um sobrenome originário de Vêneto, região nordeste da Itália, onde se escreve Bolzonaro. A grafia fonética de Bolsonaro é utilizada pelo ramo da família que migrou para o Brasil no final do século XIX.
Pessoas notáveis com o sobrenome:
- Carlos Bolsonaro (nascido em 1982), político brasileiro; filho de Jair Bolsonaro
- Eduardo Bolsonaro (nascido em 1984), advogado, policial federal e político; filho de Jair Bolsonaro
- Flávio Bolsonaro (nascido em 1981), advogado, empresário e político; filho de Jair Bolsonaro
- Jair Bolsonaro (nascido em 1955), 38.º presidente do Brasil
- Jair Renan Bolsonaro (nascido em 1998), influenciador digital, empresário e político; filho de Jair Bolsonaro
- Michelle Bolsonaro (nascida em 1980), ex-primeira-dama do Brasil; esposa de Jair Bolsonaro
- Valéria Bolsonaro (nascida em 1969), política brasileira